# Mananjary (rivier)
De Mananjary is een 212 kilometer lange rivier in het Oostelijk Bekken van Madagaskar. De rivier heeft een stroomgebied van 6.780 km².
De Mananjary ontspringt op een hoogte van ongeveer 1500 meter op de noordelijke hellingen van de bergen ten zuidoosten van Fandriana, hemelsbreed ongeveer 100 kilometer van de Indische Oceaan. De rivier stroomt eerst een paar kilometer naar het noorden alvorens met een scherpe bocht af te buigen naar het zuiden, waarbij de rivier zich een weg baant door rotsachtige kloven in de richting van Ifanadiana. Kort voordat de Mananjary deze plaats bereikt stroomt vanaf rechts een zijrivier in, waardoor de Mananjary afbuigt naar het oosten, waarna de rivier de rest van haar loop met grote meanders door de laaggelegen kustvlaktes stroomt om bij de gelijknamige havenplaats Mananjary in de Indische Oceaan te stromen.
De rivier vormt de zuidelijke grens van het stamgebied van de Betsimisaraka.
- Nationale Bibliotheek van Israël: 987007535502205171
- Système universitaire de documentation: 140834087
- Virtual International Authority File: 143237247